# 維斯塔森特 (新澤西州)
維斯塔森特（英語：Vista Center）是位於美國新澤西州海洋縣的普查規定居民點。

## 人口
根據2020年美國人口普查的數據，維斯塔森特的面積為8.77平方千米，當中陸地面積為8.70平方千米，而水域面積為0.07平方千米。當地共有人口2370人，而人口密度為每平方千米270.24人。